# Elena Badoer
Elena Badoer († 3. März 1729 in Venedig) wäre als Ehefrau des venezianischen Dogen Alvise Pisani während dessen Amtszeit von 1735 bis 1741 Dogaressa gewesen. Zwar hatte das Paar bereits 1683 geheiratet, doch starb sie noch vor der Wahl ihres Ehemanns zum Dogen. Dennoch wurde sie bis ins frühe 21. Jahrhundert als eine der Dogaresse geführt. Edgcumbe Staley nannte sie in seinem Werk The Dogaressas of Venice, erschienen 1910, ausdrücklich als „dogaressa“. In der bei Marcello Brusegan: I personaggi che hanno fatto grande Venezia im Jahr 2006 abgedruckten Liste der Dogaresse trägt sie die Nummer 59, galt also noch immer als Dogaressa.
Elena Badoer entstammte einer der einflussreichsten und vermögendsten Familien Venedigs. Zugleich war sie Alleinerbin der Linie oder des Zweiges (ramo) der Badoer von San Moisè, die als besonders reich galten. Das Paar hatte vier Söhne, nämlich Almorò I., Almorò II., der Elisabetta Correr del ramo di Riva di Biagio heiratete, Almorò III., der vom französischen König Ludwig XIV. aus der Taufe gehoben wurde, und der Paolina Gambara heiratete, sowie Almorò IV.